# Apalacris tonkinensis
Apalacris tonkinensis är en insektsart som beskrevs av Willy Adolf Theodor Ramme 1941. Apalacris tonkinensis ingår i släktet Apalacris och familjen gräshoppor. Inga underarter finns listade i Catalogue of Life.